# The Soul Stirrers
The Soul Stirrers var en amerikansk gospelgrupp, under flera decennier en av de mest framstående. Deras ledsångare kom även att medverka till utvecklingen av modern soul-musik. 
Gruppen startade i Houston, Texas 1929 som the New Pleasant Green Gospel Singers, efter namnet på den kyrka de sjöng i. Fem år senare bytte gruppen till The Soul Stirrers och under detta namn spelades de in av den legendariske musikologen Alan Lomax för USA:s kongressbibliotek i Washington D.C.
1937 bestod gruppen av S.R. Crain, Rebert H. (R.H.) Harris, A.L. Johnson, M.L. Franklin och J.J. Farley. En folkligare stil infördes av R.H. Harris, som inspirerats av bluesmännen Leroy Carr, Blind Lemon Jefferson och Lil Green. Under 1940-talet var The Soul Stirrers en av de största gospelgrupperna, jämställda med Pilgrim Travelers, Golden Gate Quartet, The Dixie Hummingbirds och Five Blind Boys of Mississippi.
Under andra världskriget spelade gruppen vid flera tillfällen för de amerikanska soldaterna och framträdde även för president Roosevelt och hans gäst Winston Churchill i Vita Huset.
The Soul Stirrers första offentliga skivinspelningar gjordes 1948 för skivbolaget Aladdin och 1950 för Specialty Records. I slutet av det senare året lämnade R.H. Harris gruppen och ersattes av en 19-åring från Chicago, Sam Cooke, som länge haft Harris som förebild.  
Man sjöng (som alla gospelgrupper före 1950) a cappella, men blev en av de första med instrumentalt ackompanjemang. 1956 inledde Sam Cooke en popkarriär och ersattes av Johnnie Taylor. Gruppens största hit med Taylor var “Stand by My Father,” senare kallad Stand By Me. 1963 inledde Taylor en karriär inom populär soulmusik och efterträddes som ledsångare av Jimmy Otler, som 1967 följdes av Willy Rogers.
Trots gruppens många byten av medlemmar höll man under åren 1960-1980 en erkänt god standard.